# Herculan de Pérouse
Pour les articles homonymes, voir Herculan.
Herculan de Pérouse († 547) est un évêque de Pérouse, martyr, et reconnu saint par l'Église catholique.  

## Biographie
Herculan de Pérouse est mis à mort, décapité sur les remparts de la ville, sur l'ordre de Totila roi ostrogoth en 547. En tant que saint catholique, il est fêté le 7 novembre. Il est saint patron de la ville de Pérouse et co-patron de l'archidiocèse de Pérouse-Città della Pieve. Il a été représenté par Le Pérugin en compagnie de saint Jacques sur un tableau de 1505, ainsi que sur le Retable des Décemvirs.